# بیست و ششمین دوره جام ملت‌های خلیج
بیست و ششمین دوره جام ملت‌های خلیج بیست و ششمین دوره جام ملت‌های خلیج مسابقات فوتبال برای هشت عضو عربی فدراسیون فوتبال جام خلیج خواهد بود. در این مسابقات که به میزبانی کویت برگزار می‌شود ۸ تیم شرکت خواهند کرد.

## ورزشگاه‌ها
| کویت                          | کویت                 |
| العارضیه                      | صلیبخات              |
| ----------------------------- | -------------------- |
| ورزشگاه بین‌المللی جابر الاحمد | ورزشگاه صلیبخات      |
| ظرفیت: ۶۰٬۰۰۰                 | ظرفیت: ۱۵٬۰۰۰ (جدید) |
|                               |                      |